# Eisbär
Eisbär est une chanson du groupe de cold wave suisse Grauzone formé par Martin et Stephan Eicher, sorti en single en 1981.

## Titre

### 45 tours(1981)
Eisbär (4:17)
Ich Lieb Sie (3:18)

### Maxi 45 tours(1981)
Eisbär (4:17)
Ich Lieb Sie (3:18)
Film 2 (3:35)

## Classements
| Classement                   | Position |
| ---------------------------- | -------- |
| Autriche (Ö3 Austria Top 40) | 6        |
| Allemagne (Media Control AG) | 12       |

## Remix de GrooveZone (1997)
Un remix titré Eisbaer a été publié par le DJ belge Fred Baker sous le nom de GrooveZone en 1997.

### Titre

#### CD maxi
Eisbaer (Radio Mix) – 3:41
Eisbaer (Extended Mix) – 6:39
Eisbaer (Trance Mix) – 5:30
A Melody – 4:20

### Classements
| Classement                              | Position |
| --------------------------------------- | -------- |
| Autriche (Ö3 Austria Top 40)            | 25       |
| Allemagne (Media Control AG)            | 35       |
| Belgique (Flandre Ultratop 50 Singles)  | 8        |
| Belgique (Wallonie Ultratop 50 Singles) | 25       |